# 21 Zapasowy Pułk Artylerii
21 zapasowy pułk artylerii (21 zpa) – oddział artylerii ludowego Wojska Polskiego.

## Charakterystyka
Pułk został sformowany na podstawie rozkazu Nr 05/OU dowódcy 1 AP w ZSRR z 7 maja 1944 roku według etatu nr 08/618. Był jednostką podległą bezpośrednio Dowództwu Artylerii Wojska Polskiego.
Miejscem formowania pułku były okolice Grudy w powiecie Jasło. Rozkazem nr 0124 z 8 sierpnia 1944 roku został przeniesiony do Włodawy i przekazany Dowództwu Lubelskiego Okręgu Wojskowego.
Głównym zadaniem pułku było przygotowanie dla jednostek bojowych kadry podoficerów artylerii. W tym również celu utworzono w nim dywizjon szkolny.
7 stycznia 1945 roku pułk przeszedł na etat pułku szkolnego. Zgodnie z rozkazem miał on przeszkolić do 1 września 1945 roku 3 tys. podoficerów artylerii.
Kolejne miejsca postoju pułku to Chełm, Rembertów i Tomaszów Mazowiecki, gdzie stacjonował do 25 września 1945, tzn. do chwili rozformowania. Na jego bazie powstał 82 pułk artylerii ciężkiej.